# Heathcliff
Heathcliff é um personagem fictício do romance de 1847 de Emily Brontë, Wuthering Heights. Devido à fama e popularidade duradouras do romance, ele é frequentemente considerado um arquétipo do anti-herói torturado, cuja raiva, ciúme e raiva que tudo consome destroem a ele e aos que o rodeiam; em suma, o herói byroniano.
Ele é mais conhecido por ser um herói romântico devido ao seu amor juvenil por Catherine Earnshaw, do que por seus últimos anos de vingança na segunda metade do romance, durante os quais ele se torna um homem amargo e assombrado, e por uma série de incidentes. em sua infância que sugerem que ele era um indivíduo chateado e às vezes malicioso desde o início. Sua natureza complicada, hipnotizante, absorvente e completamente bizarra faz dele um personagem raro, incorporando elementos tanto do herói quanto do vilão. Os atores que interpretaram Heathcliff na tela incluem Laurence Olivier, Timothy Dalton, Richard Burton, Ralph Fiennes e Tom Hardy. 

## Personagem

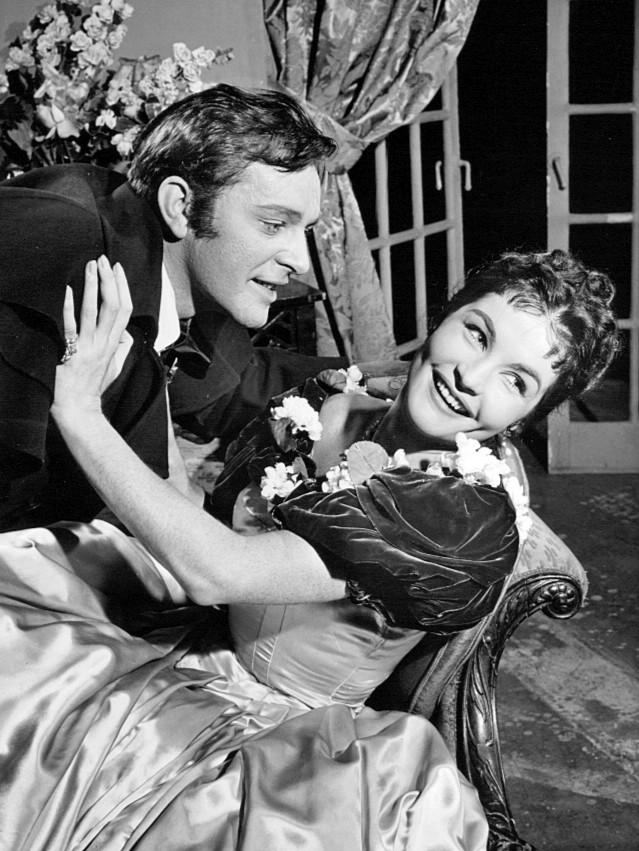
Heathcliff (interpretado por Richard Burton) com Catherine (interpretada por Yvonne Furneaux) em uma adaptação de 1958 de Wuthering Heights

Um enjeitado descoberto nas ruas de Liverpool e criado pela família Earnshaw de Wuthering Heights em Yorkshire, o passado e a primeira infância de Heathcliff antes de sua misteriosa adoção são apenas sugeridos por Brontë. De acordo com os temas sobrenaturais presentes no romance, especula-se que Heathcliff pode ser um demônio ou uma alma infernal. Sua aparência seria fielmente interpretada como semelhante a um cigano, já que ele é descrito com cabelos escuros, olhos escuros e pele escura. Mais tarde na vida, ele se torna um cavalheiro "no vestido e no aspecto". Nelly Dean afirma que ele poderia ser um "náufrago americano". Heathcliff pode ter sido mestiço porque é descrito no livro original como um "cigano de pele escura" e "um pequeno lascar " - um termo do século 19 para marinheiros indianos. No capítulo quatro, Heathcliff é descrito pelo Sr. Earnshaw como "tão sombrio, quase como se viesse do diabo". No capítulo sete, Nelly Dean pergunta a ele: "Quem sabe, mas seu pai era imperador da China e sua mãe uma rainha indiana?"
Uma criança silenciosa e a princípio solitária, Heathcliff é inicialmente ressentido por Catherine Earnshaw e seu irmão mais velho, Hindley; enquanto Catherine mais tarde torna-se amiga e ama Heathcliff, Hindley continua a se ressentir dele, vendo-o como um intruso que roubou o afeto de seu pai. Após a morte do Sr. Earnshaw e sua herança da propriedade, o rancoroso Hindley passa a tratar Heathcliff como pouco mais do que um servo e o faz trabalhar nos campos, o que aumenta a raiva e o ressentimento de Heathcliff ao longo da vida. Catherine, no entanto, permanece próxima de seu irmão adotivo durante seus primeiros anos.[carece de fontes?]

## Representações

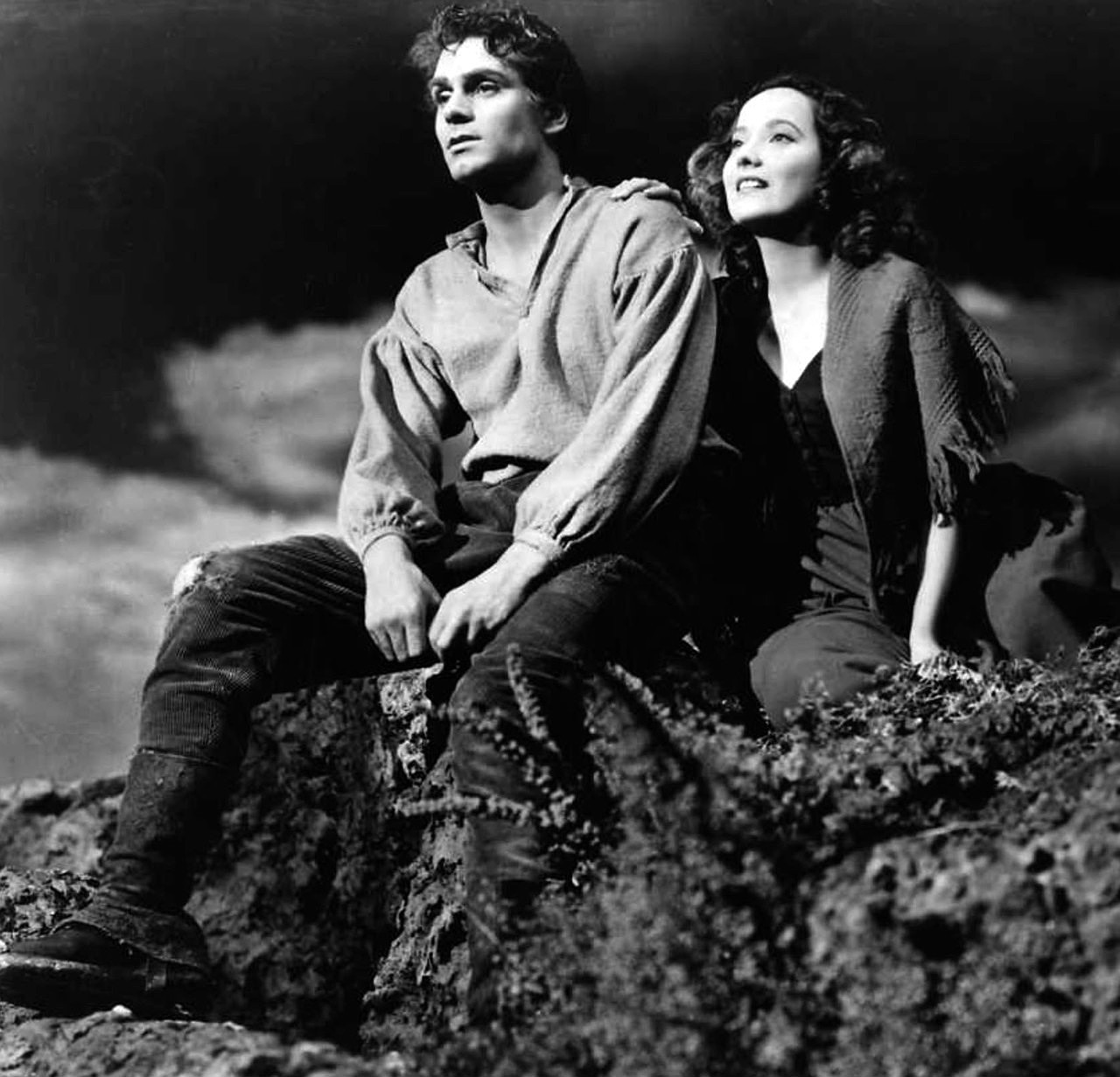
Heathcliff (interpretado por Olivier) e Catherine (interpretada por Merle Oberon) retratados no filme de 1939

Em 1939, Laurence Olivier interpretou Heathcliff em Wuthering Heights, dirigido por William Wyler. Ele recebeu uma indicação ao Oscar de Melhor Ator por sua atuação.
O ator indiano Dilip Kumar interpretou versões localizadas do personagem em três adaptações cinematográficas do romance Arzoo (1950), Hulchul (1951) e Dil Diya Dard Liya (1966).
O Masterpiece Theatre apresentou uma série de duas partes de Wuthering Heights em 2009, estrelada por Tom Hardy como Heathcliff. Nesta versão, os personagens de segunda geração desempenham um papel fundamental, e a narração da história começa e termina com eles.
Em 2011, o diretor Andrea Arnold dirigiu uma adaptação cinematográfica estrelada por James Howson como Heathcliff.

Em 2023, a produtora Project Moon introduziu Heathcliff como um dos protagonistas de seu jogo Limbus Company.

## Na cultura popular
Em julho de 2008, o então primeiro-ministro britânico, Gordon Brown, comparou-se ao personagem, dizendo que ele era "Talvez um Heathcliff mais velho, um Heathcliff mais sábio". A comparação foi ridicularizada por alguns. Por exemplo, Andrew McCarthy, diretor interino do Brontë Parsonage Museum, disse que "Heathcliff é um homem propenso à violência doméstica, sequestro, possível assassinato e desenterrar seu amante morto. Ele é mal-humorado e cruel com os animais. Este é realmente um bom modelo para o primeiro-ministro?"